# Grande Chapelle de l'hôpital général de Dijon
La Grande Chapelle est située dans l'ancien l'Hôpital général de Dijon. Construite à partir du XVIe siècle comme salle des malades de l'hôpital, elle est remaniée à plusieurs reprises pour devenir une chapelle de 1843 à 2015, date de son exécration. Elle sert désormais de salle d'exposition au sein de la Cité internationale de la Gastronomie et du Vin. Sa façade et son intérieur sont classés au titre des monuments historiques.

## Histoire

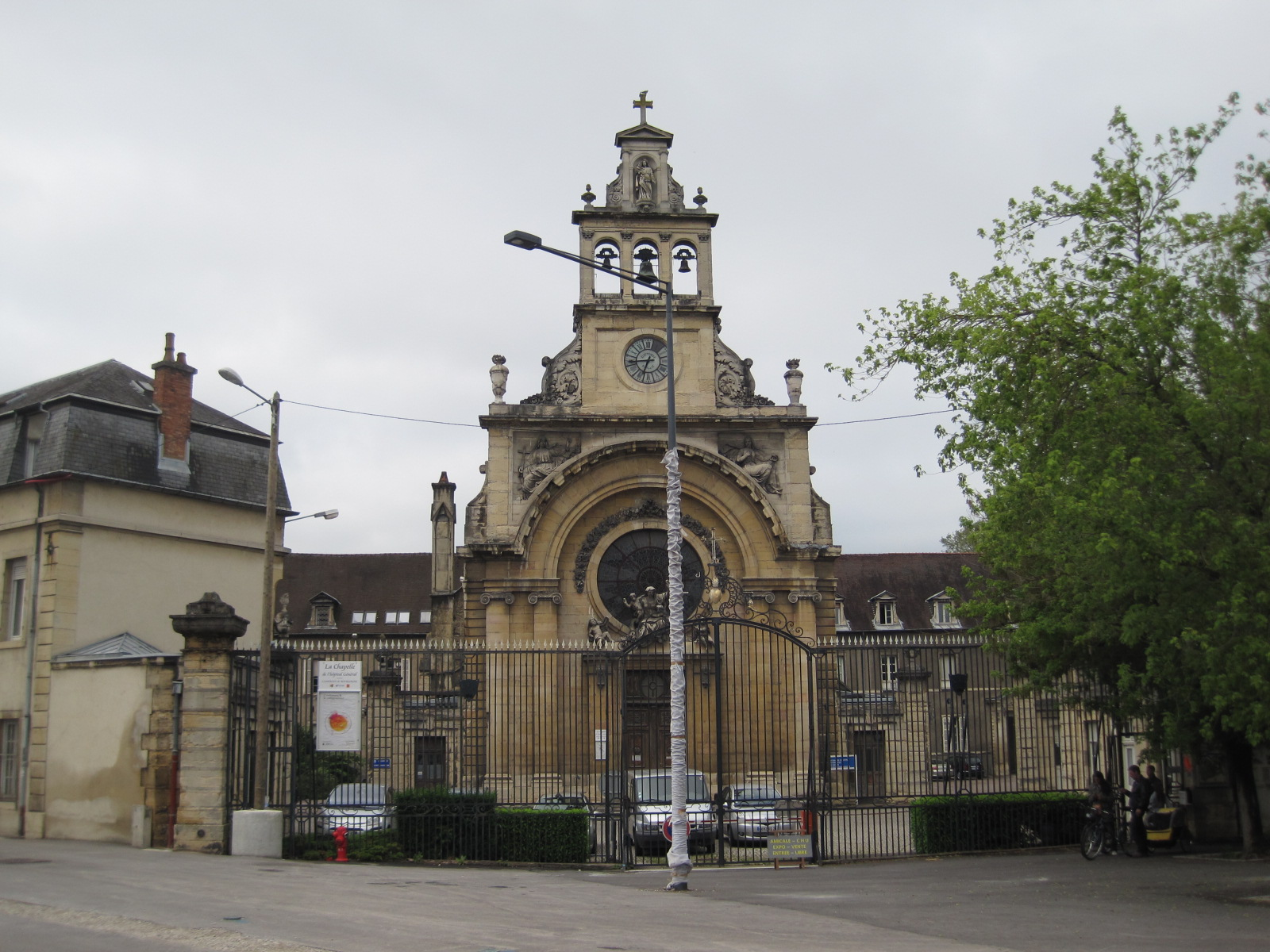
Portail de la Grande chapelle

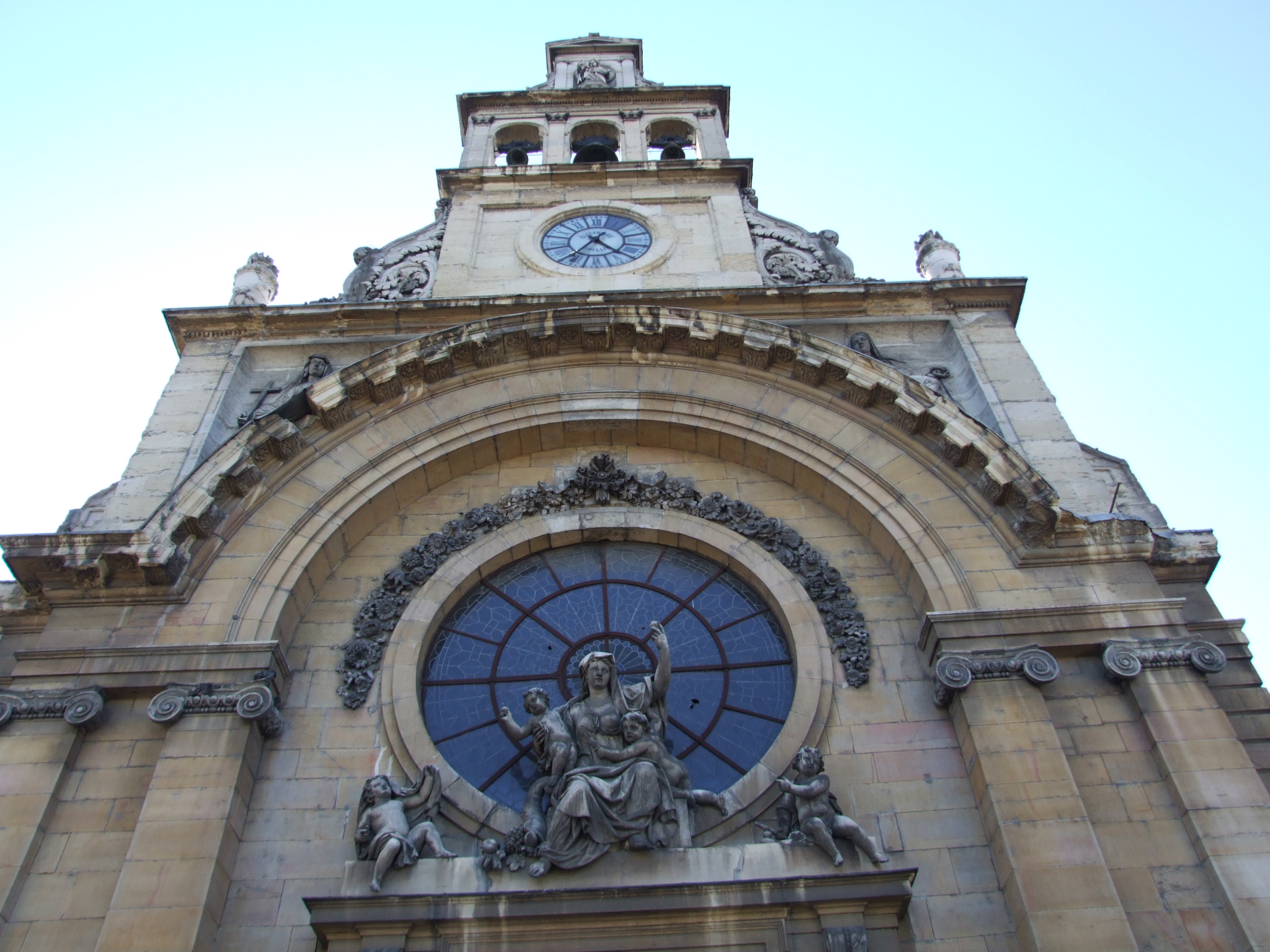
Façade de la grande chapelle

### Salle des malades
En 1504, Guillaume Sacquenier, 18e commandeur de l'hôpital du Saint-Esprit, pose la première pierre de ce qui sera le plus ancien bâtiment de l'ensemble, dans le but de créer une grande salle des malades. Cet édifice, dont la construction est retardée par le siège de Dijon par les Suisses qui saccagèrent le chantier en 1513, durera de 1508 à 1533.
En 1690, la salle des malades se voit dotée d'une entrée monumentale proposée par l'architecte Martin de Noinville, élève de François Mansart qui surveillait les travaux du palais des États et de la place royale. Son projet consistait en un portail encadré de doubles colonnes ioniques surmontées d'une corniche semi-circulaire qui encadre un vaste oculus à l'image de la façade de la chapelle de la Visitation édifiée par François Mansart à Paris. Cette corniche présente également une gracieuse guirlande de fleurs qui encadre la partie haute du très vaste vitrail bordée par des murs ornés d'une balustrade ponctuée de pilastre et de pots à feu. Le sculpteur Jean Dubois  réalise semble-t-il la statue de femme accompagnée d'enfants intitulée "La Charité". En 1732, l'autel fut installé par le président Berbisey.
En 1781, l'entrée de l'hôpital est réaménagée et fermée d'une nouvelle grille commandée au serrurier Durand afin de clore une petite cour semi-circulaire (appelée actuellement cour Henry Grangier).

### Grande chapelle de l'hôpital
En 1843, l'architecte Pierre-Paul Petit réaménage l'ancienne grande salle des hommes en grande chapelle et surélève la façade par un clocher-arcade et des sculptures de Pierre-Paul Darbois appuyées sur la corniche représentant la foi et l'espérance. Il y construira également un dépositoire en 1857.
La grande chapelle fait partie des éléments protégés et classés au titre des monuments historiques : pour sa façade par arrêté du 8 mai 1930, pour sa grande statue en pierre de 2,20 mètres représentant la Vierge à l'Enfant par arrêté du 10 septembre 1937, pour l'intérieur de celle-ci comprenant l'autel majeur et la clôture du chœur ainsi que les grilles du portail de la cour Henry Grangier par arrêté du 11 avril 2007.
En 1983, l'intérieur de la grande chapelle est restauré, les peintures murales décoratives et des sculptures réalisées par Jean Dubois sont conservées dans cette chapelle.

### Salle d'exposition
En 2015, les derniers services hospitaliers quittent le site de l'hôpital général pour celui du Bocage rénové. L'ancien hôpital est destiné après rénovation à devenir la Cité internationale de la Gastronomie et du vin. La chapelle est désacralisée le 20 mars 2015 au cours d'une messe d'exécration célébrée par l'archevêque de Dijon, Mgr Roland Minnerath. Dans un communiqué en date du 8 juillet 2014, il s'était ému dans un communiqué de "la perspective de banaliser sans concertation ce lieu en local commercial" (la chapelle devait initialement devenir une vinothèque dans la prochaine Cité de la gastronomie). Elle devient finalement un espace d'exposition accessible dans le parcours de visite de la Cité de la Gastronomie, sous le nom "Chapelle des Climats".

## Galerie

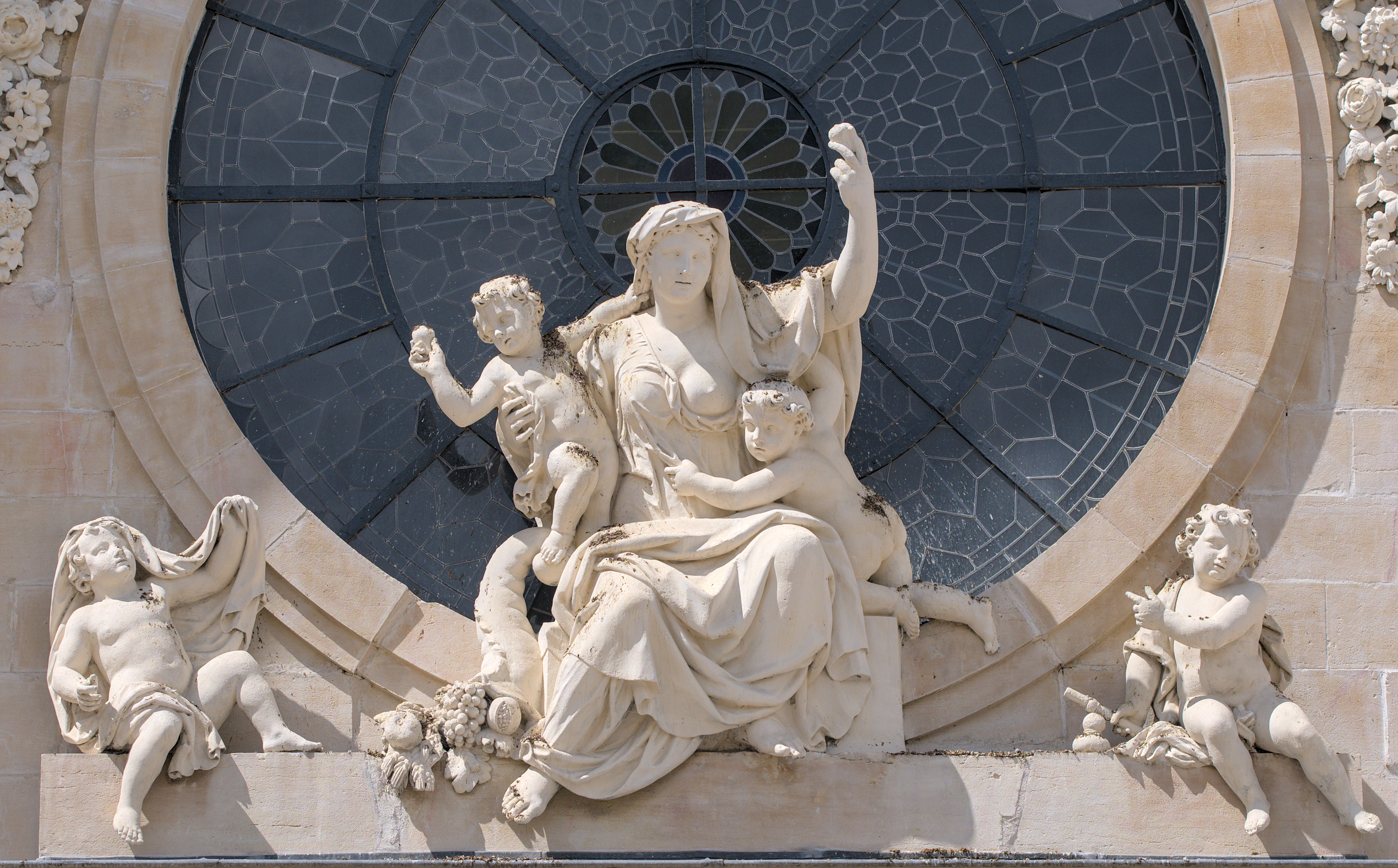
Groupe sculptural "La Charité"
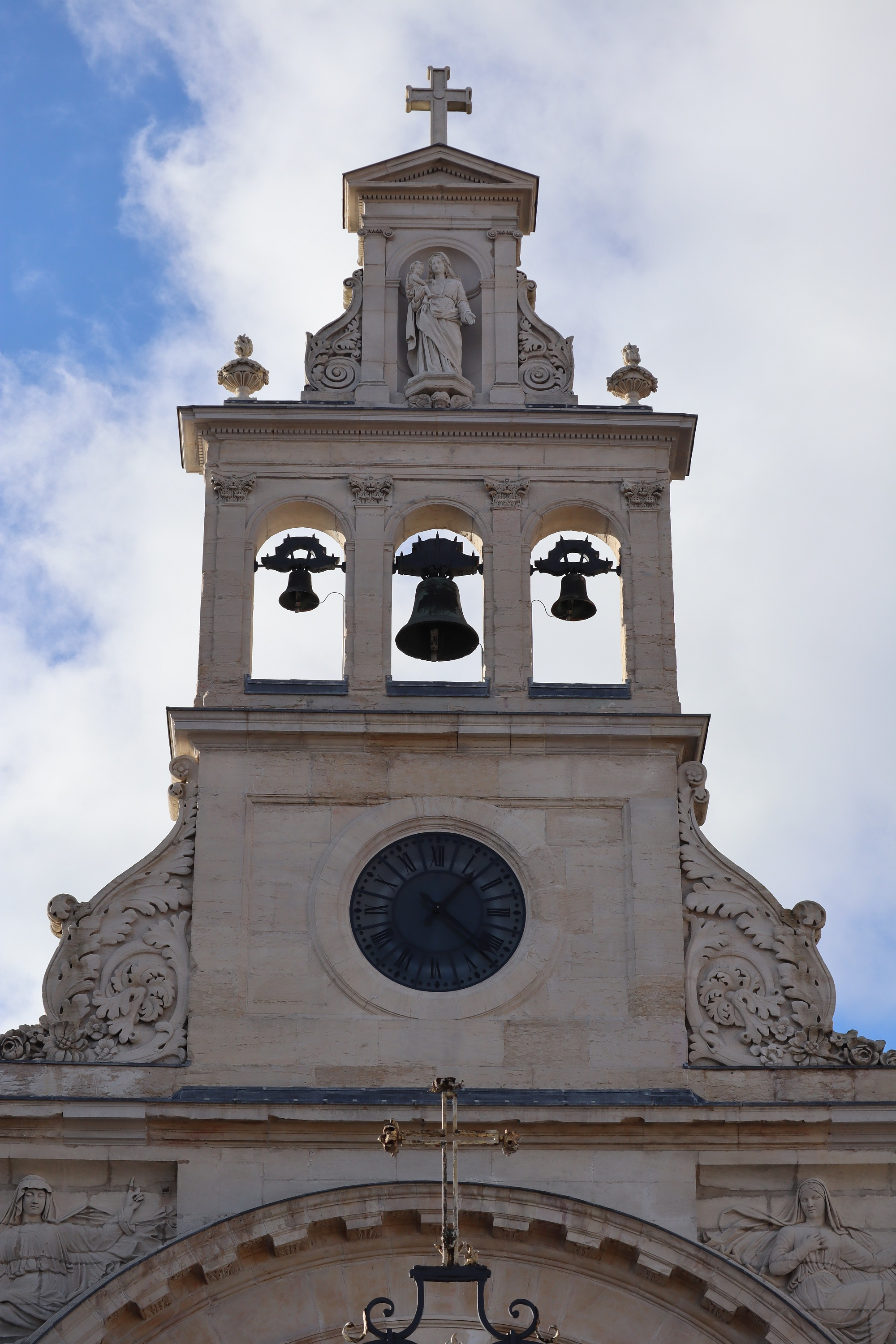
Détail de la façade - Clocher-arcade
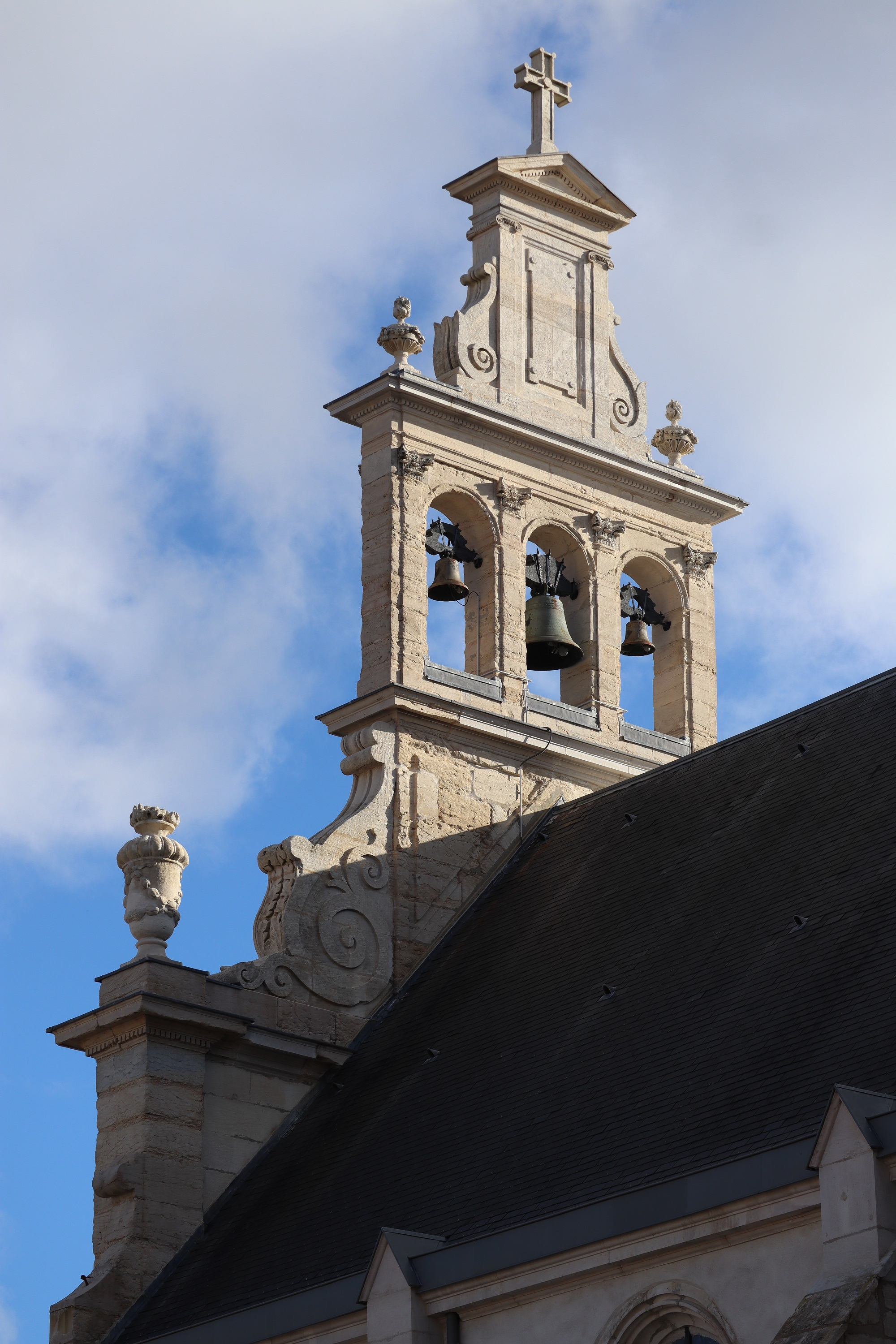
Le Clocher-arcade (face arrière)
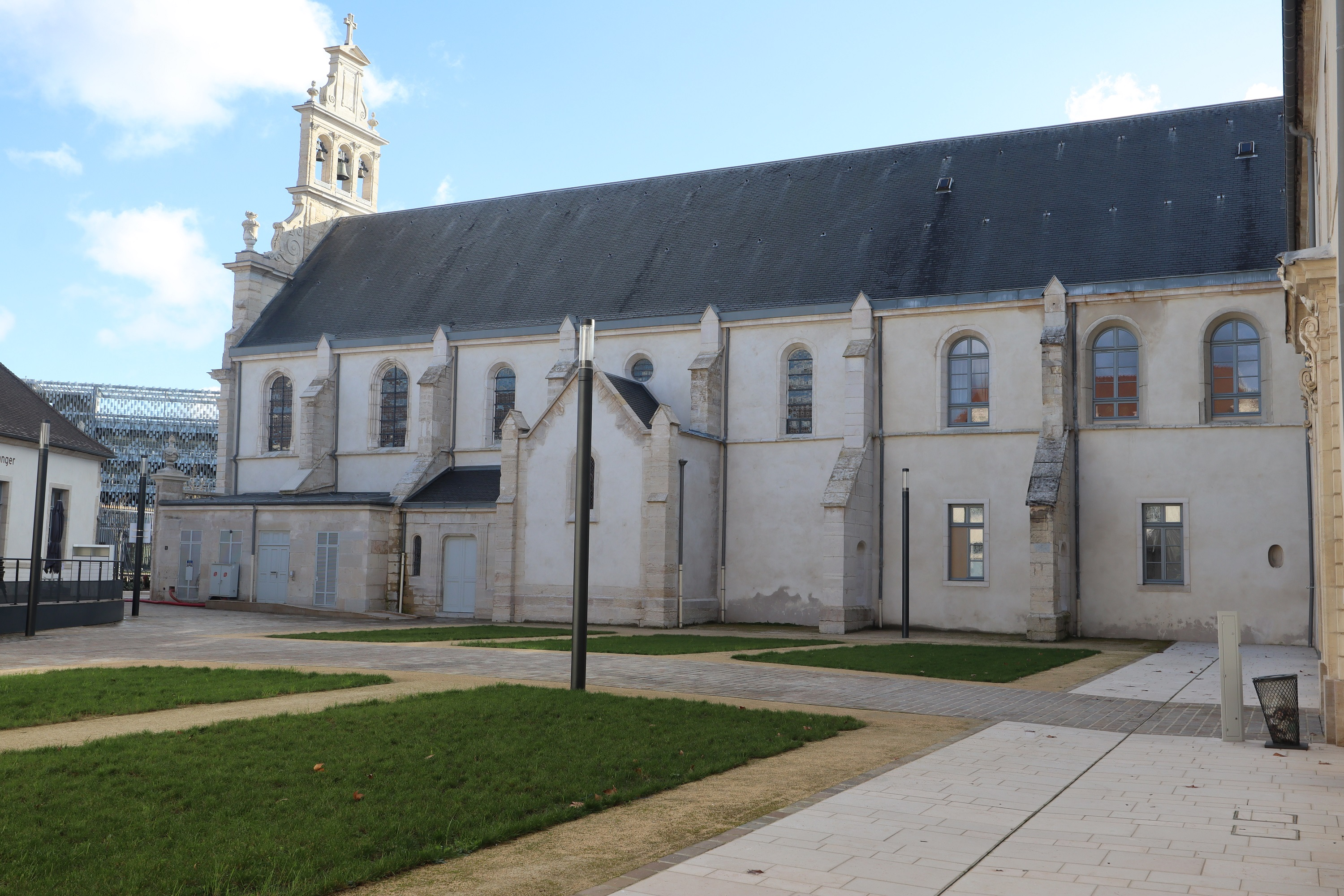
Flanc nord de la chapelle
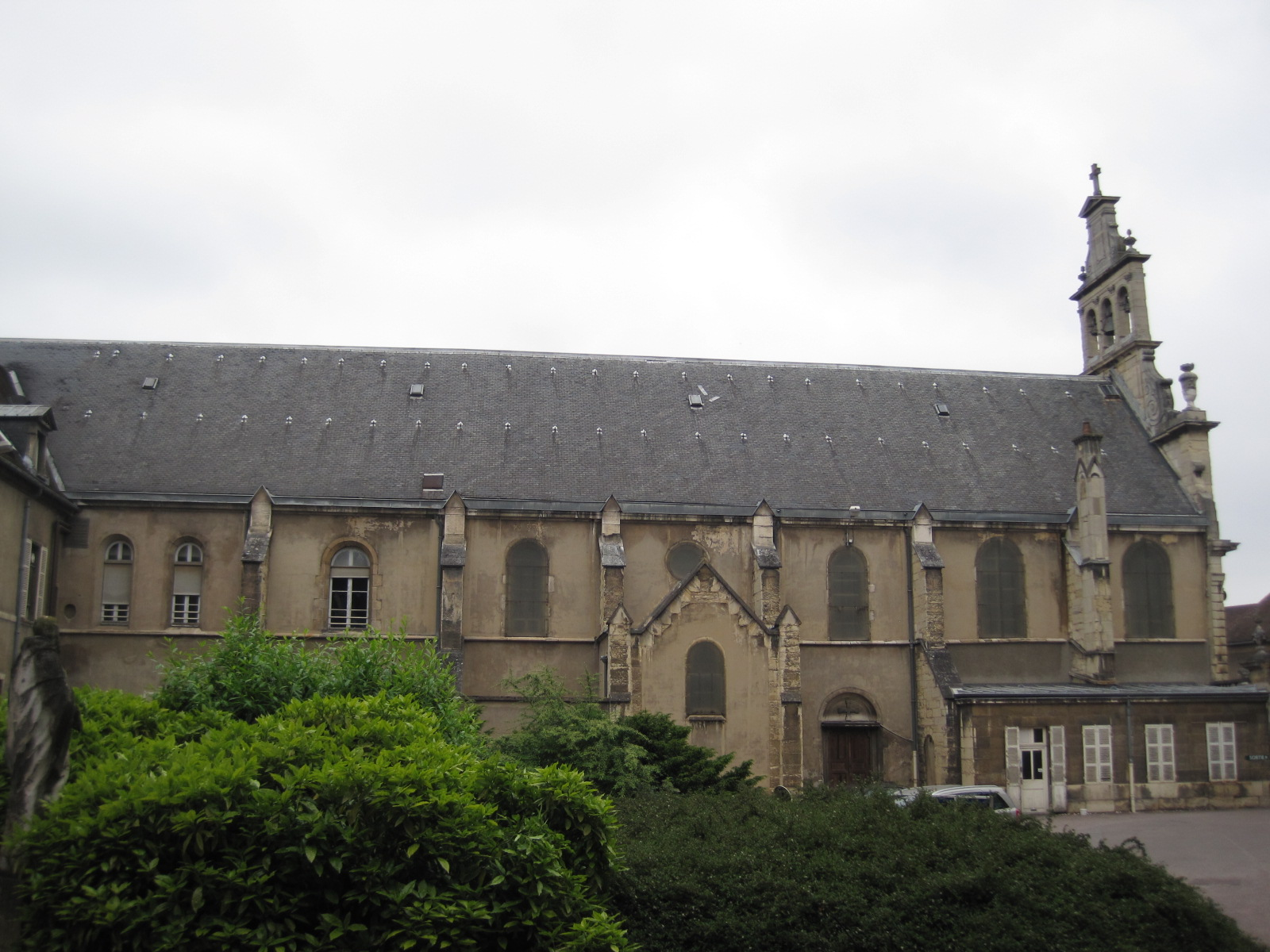
Flanc sud de la Chapelle
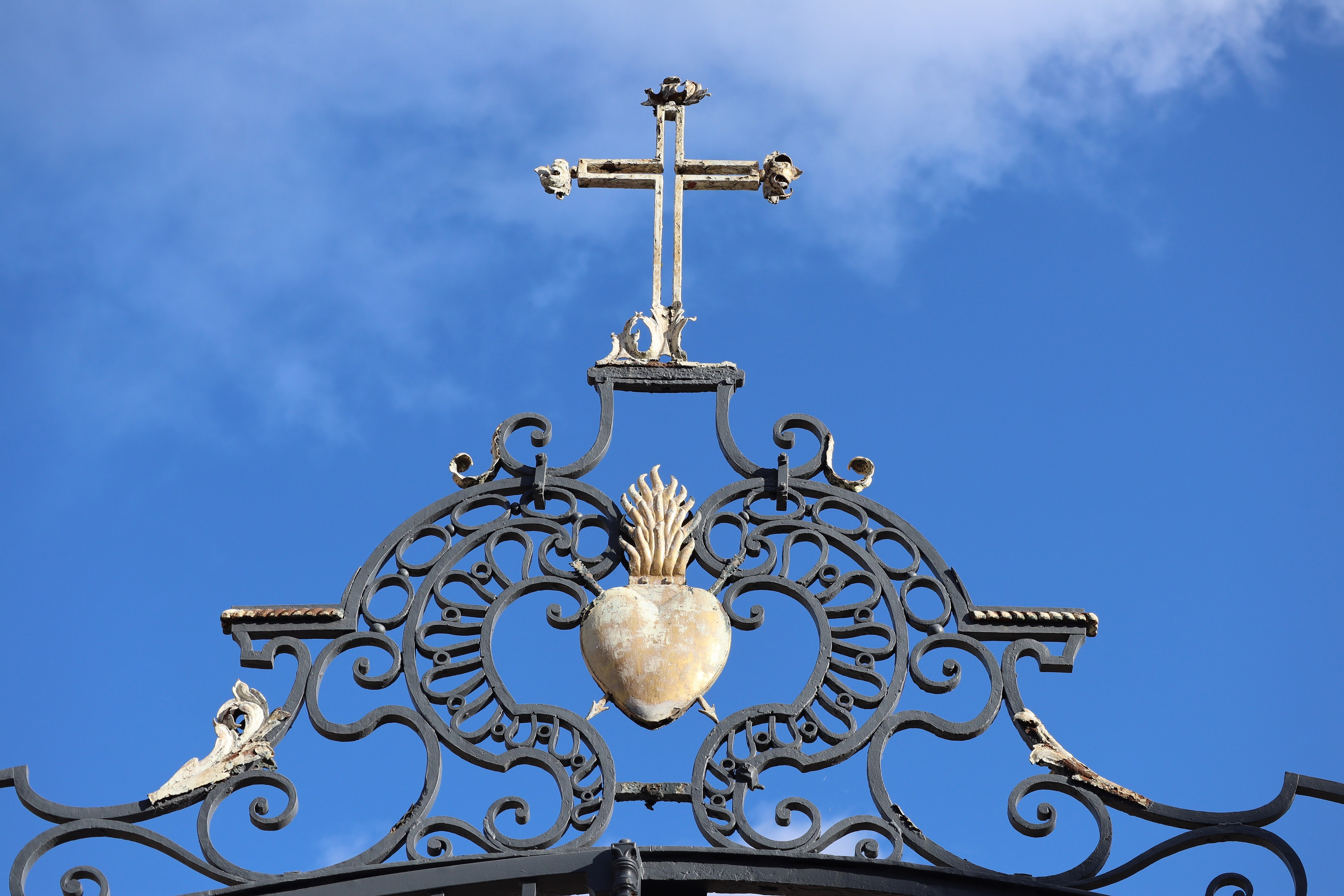
Détail du portail